# Materiali per utensili da taglio

## Generalità e classificazione
La razionalità delle lavorazioni meccaniche alle macchine utensili per quel che riguarda l'utensile dipende dalla sua forma, dai suoi angoli caratteristici e soprattutto dal materiale di cui è costituito. 
In più, particolarmente l'utensile deve avere le seguenti proprietà:
- durezza a freddo per tagliare i materiali;
- durezza a caldo per tagliare anche nelle condizioni severe di esercizio;
- resilienza per resistere ai continui urti a cui il tagliente dell'utensile viene inevitabilmente sottoposto;
- resilienza all'usura, cioè durata in esercizio senza variazioni eccessive della forma iniziale.

A seconda della composizione i materiali per utensili si classificano in:
- acciai al carbonio da utensili;
- acciai rapidi e acciai super rapidi;
- leghe fuse;
- carburi metallici sinterizzati;
- materiali ceramici;
- nitruro di boro cubico;
- diamante.

L'ordine dell'elenco è in relazione alle velocità di taglio via via crescenti che i materiali per utensili possono sopportare e, a eccezione del diamante, indica la successione cronologica della loro scoperta e adozione da parte dell'industria meccanica.

## Acciai al carbonio per utensili
In questa categoria rientrano gli acciai semplici al carbonio e gli acciai al carbonio debolmente legati.
I primi hanno una percentuale di carbonio di 1,00-1,30% e nessun elemento di lega; presentano un'elevata durezza a freddo (HRC=65-70) che però diminuisce rapidamente quando sono riscaldati anche per breve tempo al di sopra dei 200 °C; per questo motivo vengono usati in lavorazioni a bassa velocità di taglio e in lavorazioni di materiali poco resistenti.
Gli acciai al carbonio debolmente legati, invece, hanno una percentuale di carbonio dello 0,90-1,30% ed elementi di lega in percentuale inferiore allo 0,5% : possono trovarsi elementi come il cromo, tungsteno, vanadio, molibdeno e manganese; questi acciai posseggono una durezza un po' più elevata dei precedenti e la conservano sino a una temperatura leggermente più elevata. Le applicazioni sono le stesse dei precedenti acciai semplici al carbonio.

## Acciai rapidi e super rapidi
gli acciai rapidi hanno una composizione chimica che comprende tungsteno, cromo, vanadio, molibdeno oltre al carbonio contenuto tra 0,7-1,5% .
La presenza dei suddetti elementi di alligazione caratterizza l'acciaio nel seguente modo:
- tungsteno, contenuto in percentuale variabile da 1-20%; permette di effettuare la tempra degli acciai con raffreddamenti relativamente lenti, anche in semplice corrente d'aria;
- cromo, contenuto in percentuale variabile dal 3,5-5%;accentua la formazione dei carburi di tungsteno e rende stabili le strutture alle alte temperature;
- vanadio, contenuto in percentuale che si aggira intorno al 2%; ha un'elevata tendenza a formare carburi che portano ad aumentare la resistenza all'usura, la resilienza e la durezza a caldo;
- molibdeno, contenuto in percentuale che si aggira a volte tra la 0,5-08% o talvolta, del 4-10%; questo elemento sostituisce parzialmente il tungsteno
- manganese e silicio, contenuti in quantità limitata (meno dello 0,5%), sono stati introdotti come agenti disossidanti durante la fusione e conferiscono una maggiore resistenza meccanica.

Gli acciai super rapidi hanno gli stessi elementi degli acciai rapidi e inoltre contengono l'elemento cobalto in percentuale variabile dal 4 al 12%.
Il cobalto conferisce al tagliente una maggior durezza e una maggior resistenza all'usura anche a temperature intorno ai 600 °C.

## Leghe fuse
Le leghe fuse chiamate anche steliti o extradure, non sono acciai perché contengono ferro in quantità limitata e sono ottenute per fusione a temperatura elevata (circa 2800 °C) della seguente composizione:
- cobalto 30-50%
- cromo 20-35%
- tungsteno 10-20%
- molibdeno 10-20%
- ferro 1-10%
- carbonio circa 2%

Le proprietà delle leghe fuse sono la durezza elevatissima mantenuta anche a temperatura relativamente alta ma una bassa resilienza a freddo.

## Carburi metallici sinterizzati

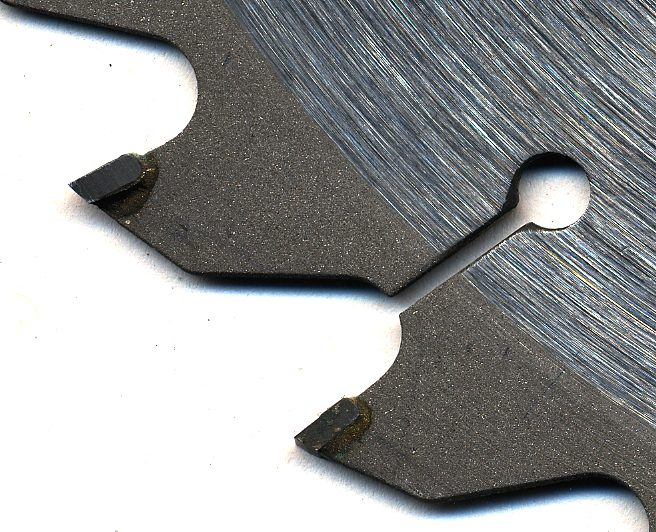
Inserti in Widia su una lama circolare da legno

I carburi metallici sinterizzati sono noti anche come metalli duri, metalli tipo Widia, carboloy, adamas, carbodur, titanit ecc.
Si ottengono con il processo della metallurgia delle polveri che permette di produrre delle placchette da fissare successivamente sullo stelo dell'utensile.
Principali caratteristiche positive delle placchette:
- elevata durezza, HRC=78 mantenuta anche a caldo: infatti, a 800 °C è ancora di HRC=72;
- grande resistenza a compressione;
- modulo di elasticità elevato: 600 kN/mm2.

Principali caratteristiche negative delle placchette:
- bassa resistenza a trazione e a flessione;
- bassa resilienza;
- scarsa resistenza a fatica;
- coefficiente di dilatazione notevolmente inferiore a quello dell'acciaio, circa la metà.

Alle suddette proprietà negative si può ovviare scegliendo opportunamente la forma delle placchette.